# Kawkab Athlétique Club de Marrakech
O Kawkab Athlétique Club de Marrakech ou KACM (em árabe: الكوكب المراكشي) é um clube de futebol do Marrocos, da cidade de Marrakech. Suas cores são vermelho e branco.
O Kawkab Marrakech, conquistou dois campeonatos nacionais (1958 e 1992) e seis edições da Copa do Trono, com um tricampeonato em 1963, 1964 e 1965, feito nunca mais igualado por nenhuma equipe.

## Treinadores
- Abdelhak Louzani[1] (1990 até 1992), o treinador foi campeão da Taça do Trono em 1991 e da Botola na temporada 1991-92, em 92 saiu para treinar a Seleção Marroquina de Futebol .

- Abdelkader Youmir (1996) , foi campeão da Copa da CAF de 1996 até hoje , único título internacional do clube.

## Títulos
| CONTINENTAIS | CONTINENTAIS  | CONTINENTAIS | CONTINENTAIS                        |
|              | Competição    | Títulos      | Temporadas                          |
| ------------ | ------------- | ------------ | ----------------------------------- |
|              | Copa da CAF   | 1            | 1996                                |
| NACIONAIS    |               |              |                                     |
|              | Competição    | Títulos      | Temporadas                          |
| Marrocos     | Botola Pro 1  | 2            | 1958, 1992.                         |
| Marrocos     | Taça do Trono | 6            | 1963, 1964, 1965, 1987, 1991, 1993. |
| Marrocos     | Botola 2      | 1            | 2012-13                             |

## Estatística

### Participações
|  | Participações em 2021 |

| Competição | Competição                    | Temporadas | Melhor campanha                                                | Estreia | Última  | P | R |
| Marrocos   | Botola Pro                    | 50         | Campeão (1957-58, 1991-92)                                     | 1956-57 | 2018-19 |   | 7 |
| Marrocos   | Taça do Trono                 | ?          | Campeão (1962-63, 1963-64, 1964-65, 1986-87, 1990-91, 1992-93) | ?       | ?       |   |   |
| Marrocos   | Botola 2                      | 16         | Campeão (2012-13)                                              | 1968-69 | 2020-21 | 6 |   |
| Marrocos   | Liga dos Campeões da CAF      | 01         | Oitavas-Finais (1993)                                          | 1993    | 1993    |   |   |
| Marrocos   | Copa das Confederações da CAF | 01         | fase de grupo (2016)                                           | 2016    | 2016    |   |   |
| Marrocos   | Copa da CAF                   | 02         | Campeão (1996)                                                 | 1996    | 1997    |   |   |